# 小別離
『小別離』（簡体字: 小别离、拼音: xiǎo bié lí、英語: A Little Separation）は、魯引弓による小説『小別離』を原作とした中国テレビドラマ。2016年8月15日から9月7日まで北京テレビと浙江テレビに放送された。主演は黄磊と海清。アイドルグループ・TFBOYSが特別出演。2019年のテレビドラマ『小歓喜』とは姉妹編。日本未公開。

## 概要
本作は中国の高校受験である「中考」と教育を題材にしたホームドラマ。中学三年生の方朵朵、金琴琴と張小宇とそれぞれの家族の物語。

## 登場人物

### 方家
方圓（ファン・ユェン）
演 - 黄磊
眼科医師。娘を可愛がっている。
童文潔（トン・ウェンジェ）
演 - 海清
OL。気が強いキャリアウーマン。苦しめる幼少期を過ごした。娘に非常に厳しい。受験と勉強について譲れない。
方朵朵（ファン・ドゥォドゥォ）
演 - 張子楓
方圓と童文潔夫妻の一人娘。高校受験を控えている中学三年生。

### 金家
金琴琴（ジン・チンチン）
演 - 趙今麦
朵朵の親友。優等生。
吳佳妮（ウー・ジャニー）
演 - 朱媛媛
琴琴の母。町の医師。娘を海外留学にさせたがっている。
金志明（ジン・ヂーミン）
演 - 韓青
琴琴の父。タクシー運転手。娘の海外留学を反対する。

### 張家
張小宇（ヂャン・シァォユー）
演 - 胡先煦
朵朵の同級生で友達。両親が離婚して母に連れて母方の祖父母と暮らしていた。実母がなくなり、父の家に迎えられる。継母のティナと衝突することが多い。
張亮忠（ヂャン・リャンヂョン）
演 - 汪俊
張小宇の父。仕事ばかりで息子との距離が遠い、反抗されている。
ティナ
演 - 陳暁紜
張亮忠の後妻で張小宇の継母。夫より20歳年下。

### 特別出演
李想（リー・シィァン）、王峻（ワン・ジュン）、宋雲哲（ソン・ユンヂェ゛ァ）
演 - TFBOYS（王俊凱、王源、 易烊千璽）
方朵朵と同じ学校高等部の先輩たち。学校バンドの歌手。後に三人とも上海に転校する。

## 主題歌

### エンディングテーマ
「様YOUNG」
作詞は李瑜哲、作曲は顔小健、歌はTFBOYS。

### 劇中歌
「Big Dreamer 大夢想家」
作詞は王韻韻、作曲は劉佳、歌はTFBOYS。

## スタッフ
- 原作 - 魯引弓『小別離』
- 監督 - 汪俊
- 脚本 - 何晴、何明、劉禹彤、謝菁
- 撮影協力 - 北京市
- チーフプロデューサー - 徐暁鷗
- プロデューサー -
- 製作 - 檸萌影業、陝西文投芸達投資有限公司